# Arvika
Arvika - siedziba gminy Arvika w regionie Värmland w Szwecji. Jest miastem zaprzyjaźnionym z Bydgoszczą.
Miasto znane jest ze swojego dziedzictwa kulturalnego (rękodzieła, muzyka, sztuka). Mieści się tutaj muzeum sztuki Rackstadtmuseet. 
Siedziba firm: Volvo Wheel Loaders AB oraz Arvika Gjuteri.

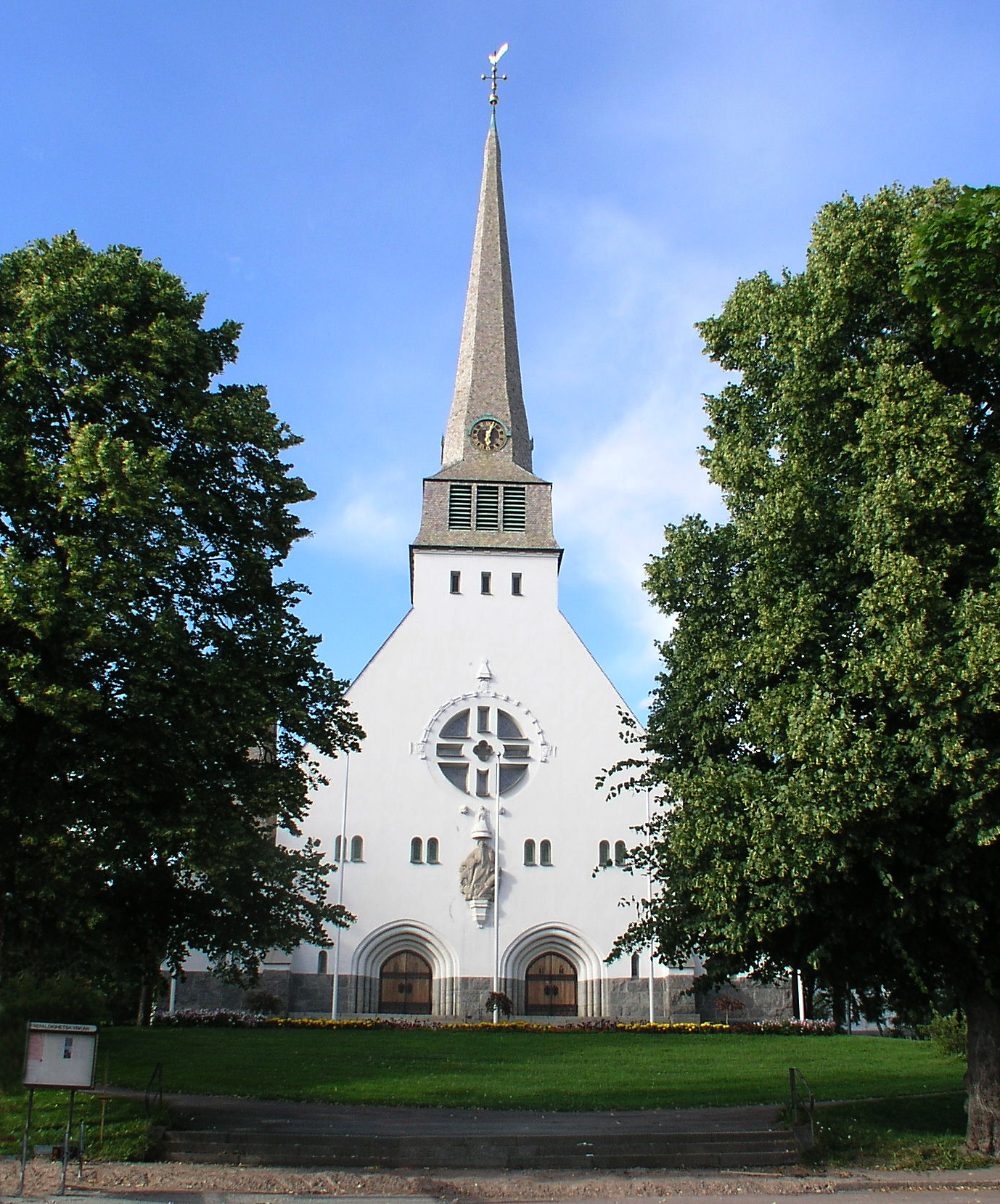
Kościół w Arvice